# Liefde is een kaartspel
Chansons représentant la Belgique au Concours Eurovision de la chanson
La voix est libre
(1995) Dis oui
(1998)
Singles de Lisa del Bo
Mijn hart is van slag
(1995) Morgen
(1996)
Liefde is een kaartspel (« L'amour est un jeu de cartes ») est une chanson de Lisa del Bo, parue sur l'album Lisa del Bo et sortie en single en 1996. 
C'est la chanson représentant la Belgique au Concours Eurovision de la chanson 1996.

## Adaptations
Lisa del Bo a enregistré la chanson, incluant le néerlandais, en quatre langues : en allemand sous le titre Liebe ist ein Kartenspiel, en anglais Love is Like a Card Game ainsi qu'en français sous le titre Comme au jeu de cartes.

## À l'Eurovision

### Sélection
La chanson Liefde is een kaartspel interprétée par Lisa del Bo est sélectionnée le 9 mars 1996 par le radiodiffuseur flamand BRTN, lors de la finale de l'émission De Gouden Zeemeermin, pour représenter la Belgique au Concours Eurovision de la chanson 1996 le 18 mai à Oslo, en Norvège.

### À Oslo
Elle est intégralement interprétée en néerlandais, l'une des langues nationales de la Belgique, comme l'impose la règle de 1977 à 1998. C'est la dernière chanson de la Belgique à l'Eurovision à être interprétée en néerlandais.
L'orchestre est dirigé par Bob Porter.
Liefde is een kaartspel est la dix-septième chanson interprétée lors de la soirée, suivant De eerste keer (en) de Maxine (nl) et Franklin Brown (nl) pour les Pays-Bas et précédant The Voice — chanson qui remportera le concours — d'Eimear Quinn pour l'Irlande.
À la fin du vote, Liefde is een kaartspel obtient 22 points et se classe 16e sur 23 chansons,.

## Liste des titres
| A. | Liefde is een kaartspel | John Terra, Daniël Ditmar, Siirak Brogden | 2:58 |
| B. | Alsjeblieft schat       | John Terra, Susy Baels                    | 3:07 |

## Accueil commercial
En Belgique flamande, Liefde is een kaartspel s'est classé en 2e position de l'Ultratop 50 Singles et en 1re position du classement Ultratop 10 Vlaams.

## Classement
| Classement (1996)                      | Meilleure position |
| -------------------------------------- | ------------------ |
| Belgique (Flandre Ultratop 50 Singles) | 2                  |
| Belgique (Flandre Vlaamse top 10)      | 1                  |

| Classement (1996)           | Position |
| --------------------------- | -------- |
| Belgique (Flandre Ultratop) | 28       |

## Historique de sortie
| Pays      | Date | Format    | Label    |
| --------- | ---- | --------- | -------- |
| Belgique, | 1996 | CD single | Columbia |